# Абіратташ
Абіратташ (Абі-Ратташ) (XVII ст. до н. е.) — вождь каситів і цар держави Хана.

## Життєпис
Стосовно його батька існують дискусії: згідно Вавилонського царського списку А — це вождь каситів Каштіліаш I, а відповідно до Синхронічного списку царів — Каштіліаш II. Відповідно неможливо точно вирахувати період панування цього володаря каситів. Можливо воно було нетривалим.
За різними версіями панував спільно з братом Ушші або батьком Каштіліашем II. В будь-якому разі в цей час володіння каситів були розділено, а столицю невдовзі перенесено до міста Терка, де касити захопили владу. Неможливість точно прослідкувати спадкування призвело до протиріччя: одні вчені вважають Каштіліаша II сином і спадкоємцем Абіратташа, інші вказують на Урзікурумаша